# 音威子府インターチェンジ
音威子府インターチェンジ（おといねっぷインターチェンジ）は、北海道中川郡音威子府村字音威子府で事業中の音中道路のインターチェンジである。

## 歴史
- 2025年（令和7年）3月13日：IC名称が仮称と同じ「音威子府IC」に正式決定[1]。
- 2025年（令和7年）度：音威子府IC - 中川IC間開通に伴い供用開始予定[2]。

## 周辺
- 道の駅おといねっぷ
- 音威子府小学校
- 音威子府中学校
- 北海道おといねっぷ美術工芸高等学校
- 音威子府村役場
- 音威子府駅（JR北海道・宗谷本線）

## 接続する道路
- 直接接続
  - 国道275号
- 間接接続
  - 国道40号

## 隣
E5 音中道路
音威子府IC（事業中）- 中川IC（事業中）